# Llanhilleth
Llanhilleth (alternativ auch Llanhiddel; walisisch Llanhiledd) ist ein Dorf und eine Community in der südwalisischen Principal Area Blaenau Gwent County Borough. Die Community hatte beim Zensus 2011 4.797 Einwohner, von denen gut zwei Drittel im Hauptort lebten.

## Geographie

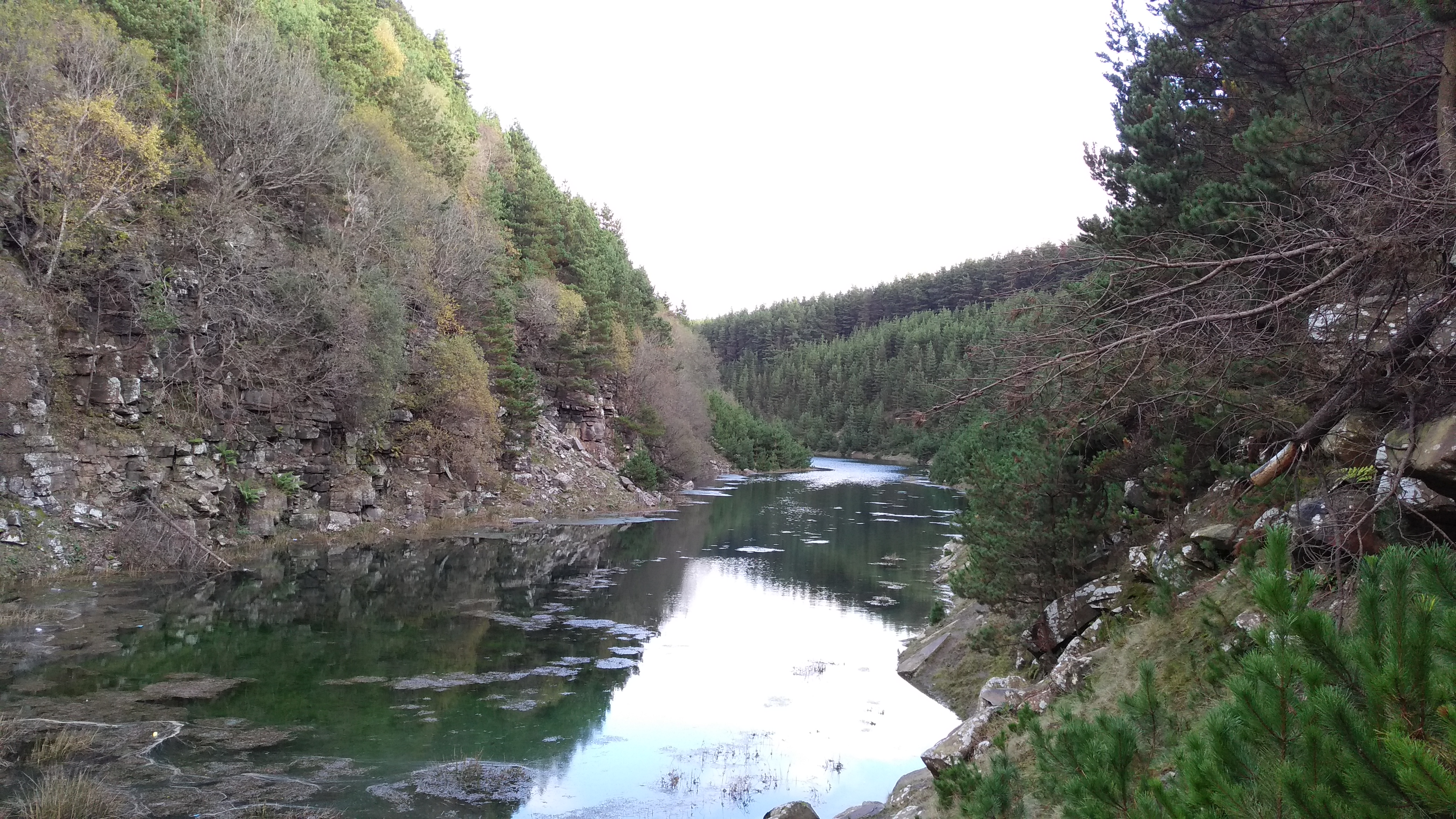
Ein Teil der Formation The Canyons

Llanhilleth liegt in den South Wales Valleys in Südwales im äußersten Süden der Principal Area Blaenau Gwent County Borough. Der Ort liegt auf etwa 140 Metern Höhe. Die Community grenzt dabei im Norden an die zu Blaenau Gwent gehörenden Communitys Abertillery und (im Nordwesten) Cwm, im Osten aber an Pen Tranch in Torfaen und im Westen und Süden an Crumlin in Caerphilly. In der westlichen Mitte der Community liegt dabei der Hauptort Llanhilleth, weitere Ortschaften sind Aberbeeg im Nordwesten und Swffryd im Süden. Alle drei Orte liegen am Ebbw River, der die westliche Grenze der Community bildet und in Aberbeeg durch den Zusammenfluss des Ebbw Fawr River und des Ebbw Fach River entsteht. Zudem fließen auf dem Gebiet der Community auch der Nant Big, ein Nebenfluss des Ebbw Fawr River, sowie der Nant Cyffin und der Nant y Cnyw, die beide direkt in den Ebbw River münden. Auf der Grenze zu Pen Tranch liegt zudem eine natürliche, wasserführende geologische Formation mit dem Namen The Canyons. Die Community Llanhilleth ist zudem deckungsgleich mit dem gleichnamigen Ward, der zu den Wahlkreisen Blaenau Gwent auf britischer Ebene beziehungsweise Blaenau Gwent auf walisischer Ebene gehört.

## Geschichte
Llanhilleth gehörte bis 1974 zur Grafschaft Monmouthshire, bevor es mit der Verwaltungsreform in diesem Jahr Teil der neu gebildeten Verwaltungseinheit Gwent wurde. Seit 1996, nach einer neuerlichen Verwaltungsreform, ist es ein Teil der Principal Area Blaenau Gwent County Borough. Seit 1985 ist die Community eigenständig, nachdem sie zuvor zu Abertillery gehört hat. Allerdings werden die beiden Communitys gemeinsam verwaltet. In Llanhilleth gibt es mehrere antike Überreste, darunter ein Feldlager britischer Stämme sowie mehrere Hügelgräber. Aus dem 14. bis 17. Jahrhundert sind zwei Burgen, die teilweise auch als Grabhügel angesehen wurden. Ab Mitte des 19. Jahrhunderts stieg die Einwohnerzahlen von Llanhilleth durch die florierende Wirtschaft in der Region stark an. Geprägt wurde der Ort vor allem von der Kohleindustrie. Heutzutage hat der Hauptort der Community unter anderem eine Mikrobrauerei, nachdem 1969 nach über hundert Jahren die letzte Mine geschlossen hatte. Die Gegend um Llanhilleth ist Spielort verschiedener Sagen.
 Einwohnerzahlen
| 1801 | 1811 | 1821 | 1831 | 1841 | 1851 | 1861  | 1871 | 1881  | 1891  | 1901  | 1911  | 1921   | 1931  | 1941 | 1951  | 1961 | 1971 | 1981 | 1991 | 2001 | 2011  |
| ---- | ---- | ---- | ---- | ---- | ---- | ----- | ---- | ----- | ----- | ----- | ----- | ------ | ----- | ---- | ----- | ---- | ---- | ---- | ---- | ---- | ----- |
| 203  | 344  | 438  | 545  | 662  | 899  | 1.020 | ?    | 1.383 | 1.956 | 5.015 | 9.652 | 10.950 | 9.022 | ?    | 8.630 | ?    | ?    | ?    | ?    | ?    | 4.797 |

## Verkehr

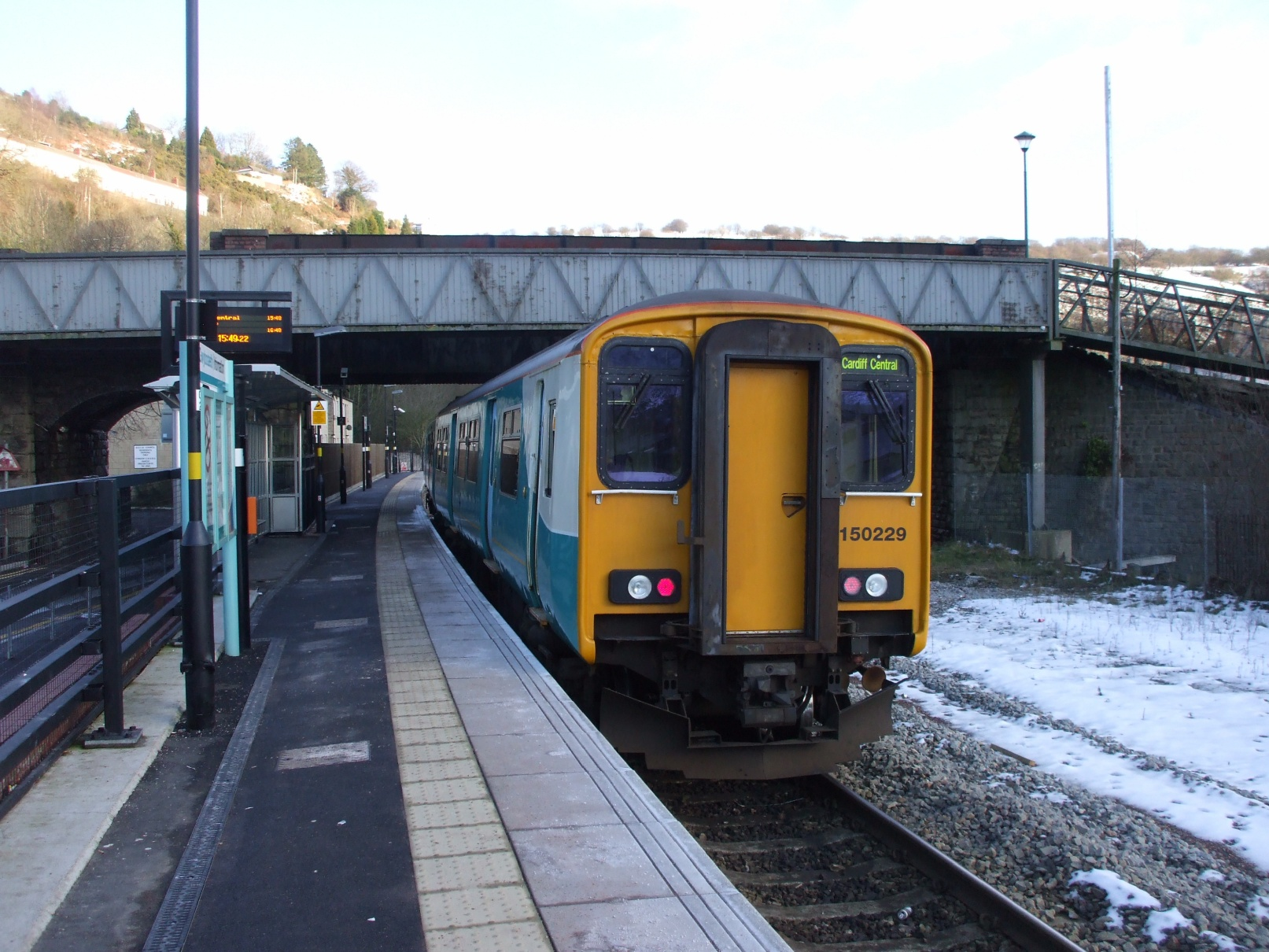
Bahnhof Llanhilleth

Verkehrstechnisch wird die Community von der A467 road, der Regionalstraße B4471 road und der Eisenbahnstrecke Ebbw Valley Line durchquert. Diese hat in Llanhilleth einen Haltepunkt. Die Strecke wurde zwischen den 1850er-Jahren und 1964 betrieben, ehe im Jahr 2008 der Betrieb wieder aufgenommen wurde. Zudem halten in Llanhilleth mehrere Buslinien.

## Infrastruktur
Llanhilleth hat ein eigenes Postamt der Royal Mail sowie eine Niederlassung von The Post Office. Ebenso hat der Ort ein eigenes Miners Institute, ein eigenes Llanhilleth Community archive, eine Apotheke, eine Grundschule sowie einen Rugby-Club.

## Bauwerke
Auf dem Gebiet der Community existieren sieben Bauwerke, die in die Statutory List of Buildings of Special Architectural or Historic Interest aufgenommen; sechs davon als Grade II buildings und lediglich die St Illtyd’s Church nördlich des Hauptorts als Grade II* building.